# Yacoub Sarraf
Yacoub Sarraf est un homme politique libanais. Grec-orthodoxe, né en 1961 à Méniara Akkar, au Nord du Liban, il est le fils du député Riad Sarraf.
Titulaire d'un diplôme en Architecture (obtenu en 1987) de l'université Américaine de Beyrouth (AUB), il occupa les postes de Gouverneur de Beyrouth en 1999 et de Gouverneur du Mont-Liban par intérim en 2003.
Il devint par la suite, ministre de l’Environnement au sein du gouvernement de Fouad Siniora formé en juillet 2005.
Il occupa temporairement le poste de ministre de la Défense par intérim, en remplacement d’Elias Murr, durant sa période de convalescence après la tentative d’assassinat qui l’a visé le 12 juillet 2005.
Il a fortement déploré la marée noire due au bombardement israélien des réserves de fioul de la centrale de Jiyyé au Sud de Beyrouth, durant la guerre de juillet 2006.
Le 11 novembre 2006, après l'échec des négociations sur la mise en place d'un gouvernement d'union nationale, il présenta sa démission du conseil des ministres. Démission rejetée par le Premier ministre Fouad Siniora.
Le 18 décembre 2016 il est nommé ministre de la Défense au sein du gouvernement de M. Saad Harriri après l’élection du Général Michel Aoun à la Présidence de la République.
Il parle couramment l'arabe, le français, l'anglais ainsi que le grec.